# Koreno, Lukovica
Koreno este o localitate din comuna Lukovica, Slovenia, cu o populație de 59 de locuitori.